# Achelous floridanus
Achelous floridanus is een krabbensoort uit de familie van de Portunidae. De wetenschappelijke naam van de soort is voor het eerst geldig gepubliceerd in 1930 door Rathbun.